# Ianduba abara
Ianduba abara är en spindelart som beskrevs av Alexandre B. Bonaldo och Antonio D. Brescovit 2007.
Ianduba abara ingår i släktet Ianduba och familjen flinkspindlar. Inga underarter finns listade i Catalogue of Life.